# Insurgência em Monte Elgon
A insurgência em Monte Elgon é um conflito que começou em março de 2005 e terminou em 2008, fazendo parte das tensões étnicas que levaram à crise que afetou o Quênia.
O conflito se desenvolveu no distrito de mesmo nome na Província Ocidental e envolveu as Forças de Defesa da Terra Sabaot (SLDF, Sabaot Land Defence Force) agrupados na tribo Sabaot do povo Kalenjin contra as tropas do governo do Quênia (Forças de Defesa do Quênia, Kenya Defence Forces). Ambos os lados foram acusados de atrocidades, principalmente contra civis e prisioneiros.